# Iso Kirkaslampi
Iso Kirkaslampi är en sjö i kommunen Utajärvi i landskapet Norra Österbotten i Finland. Arean är 35 hektar och strandlinjen är 2,5 kilometer lång. Sjön  ingår i Kiminge älvs huvudavrinningsområde.   Den ligger omkring 78 kilometer öster om Uleåborg och omkring 560 kilometer norr om Helsingfors. 